# Murray Boltinoff
Murray Boltinoff, né le 3 janvier 1911 à Manhattan et mort le 6 mars 1994 à Pompano Beach en Floride est un scénariste de comics et un responsable éditorial qui a travaillé essentiellement pour DC Comics.

## Biographie
Après avoir obtenu un diplôme à l'université de New York, Murray Boltinoff est engagé par le journal New York American sur les conseils de son frère Henry qui y travaillait déjà comme dessinateur. Henry Boltinoff par la suite vend des dessins à Whitney Ellsworth qui travaille pour National Allied Publications (le futur DC Comics) et suggère encore une fois que son frère soit engagé comme responsable éditorial. Murray Boltinoff devient alors l'assistant Ellsworth vers 1940.
Il fait toute sa carrière chez DC où il sera responsable de plus de cinquante séries entre 1940 et 1988. C'est ainsi qu'il dirige la création de la Doom Patrol en 1963 et celle de Metamorpho de Bob Haney et Ramona Fradon en 1965. Il prend sa retraite en 1988.

### DC Comics
- Action Comics #393–418 (1970–1972)
- Adventure Comics #66–81 (1941–1942)
- The Adventures of Bob Hope #87–109 (1964–1968)
- The Adventures of Dean Martin and Jerry Lewis #83–124 (1964–1971)
- All-Out War #1–6 (1979–1980)
- Blackhawk #196–198 (1964)
- The Brave and the Bold #50–51, 53–54, 78–131 (1963–1964, 1968–1976)
- Challengers of the Unknown #28–77 (1962–1970)
- DC Special #2, 10, 22–25 (1968–1971, 1976)
- DC Special Series #4, 7, 22 (1977–1980)
- Doom Patrol #86–121 (1964–1968)
- Falling in Love #106–121 (1969–1971)
- 1st Issue Special #3 (1975)
- The Fox and the Crow #86–108 (1964–1968)
- Ghosts #1–72 (1971–1979)
- G.I. Combat #174–288 (1974–1987)
- Girls' Romances #139–155 (1969–1971)
- Hawkman #26–27 (1968)
- House of Secrets #57–65 (1962–1964)
- Limited Collectors' Edition #C–32 (1974)
- The Losers Special #1 (1985)
- The Many Loves of Dobie Gillis #25–26 (1964)
- My Greatest Adventure #71–85 (1962–1964)
- Our Fighting Forces #163–181 (1976–1978)
- Plastic Man #1–10 (1966–1968)
- Secret Six #1 (1968)
- Secrets of Sinister House #16–18 (1974)
- Sgt. Rock #410–422 (1986–1988)
- Showcase #41–44, 46–47, 73, 82–84, 104 (1962–1963, 1968–1969, 1978)
- Stanley and His Monster #109 (1968)
- Star Spangled War Stories #131–133 (1952)
- Star Spangled War Stories vol. 2 #3–17 (1952–1954)
- Sugar and Spike #53–93 (1964–1970)
- Super DC Giant #S–16, S–19, S–23, S–25 (1970–1971)
- Superboy #149–155, 157–164, 166–173, 175–184, 186–223 (1968–1977)
- The Superman Family #164, 166–167, 169–170, 172–173, 175–176, 178–179, 181 (1974–1976)
- Superman's Pal Jimmy Olsen #133–135, 154–163 (1970–1971, 1972–1974)
- Tales of the Unexpected #103–104 (1967)
- Teen Titans #32–43 (1971–1973)
- Tomahawk #82–130 (1962–1970)
- The Unexpected #105–188 (1968–1978)
- The Witching Hour #14–85 (1971–1978)
- World's Finest Comics #215–222, 224–242 (1972–1976)